# Марковоля-Кольонія
Марковоля-Кольонія (пол. Markowola-Kolonia) — село в Польщі, у гміні Ґневошув Козеницького повіту Мазовецького воєводства.
Населення — 116 осіб (2011).
У 1975-1998 роках село належало до Радомського воєводства.

## Демографія
Демографічна структура станом на 31 березня 2011 року:
|          | Загалом | Допрацездатний вік | Працездатний вік | Постпрацездатний вік |
| -------- | ------- | ------------------ | ---------------- | -------------------- |
| Чоловіки | 60      | 7                  | 43               | 10                   |
| Жінки    | 56      | 8                  | 30               | 18                   |
| Разом    | 116     | 15                 | 73               | 28                   |